# 올루프 2세
올루프 2세(덴마크어: Oluf 2., 1370년 12월 ~ 1387년 8월 23일)는 덴마크의 국왕(재위: 1376년 5월 3일 ~ 1387년 8월 23일)이자 노르웨이의 국왕(재위: 1380년 7월 29일 ~ 1387년 8월 23일)이다. 폴쿵가(Folkung, 비엘보가(Bjelbo)) 출신이며 노르웨이의 국왕 올라프 4세(노르웨이어: Olaf IV)에 해당한다.

## 생애
노르웨이의 호콘 6세 국왕과 그의 아내인 덴마크의 마르그레테(Margrete)의 아들로 태어났다. 1375년 자신의 할아버지였던 덴마크의 발데마르 4세 국왕이 사망했다. 1376년 덴마크 왕실 자문 위원회가 호콘 6세의 아들인 올라프(Olaf) 왕자를 덴마크의 국왕으로 추대하면서 올라프는 덴마크의 국왕 올루프 2세로 즉위했다.
1380년 노르웨이의 호콘 6세 국왕이 사망하면서 노르웨이의 국왕 올라프 4세로 즉위했다. 즉위 당시에는 나이가 어렸기 때문에 어머니인 마르그레테가 섭정 역할을 수행했다. 1387년에 사망했으며 덴마크, 노르웨이의 왕위는 마르그레테가 승계받았다.